# Nerother Wandervogel

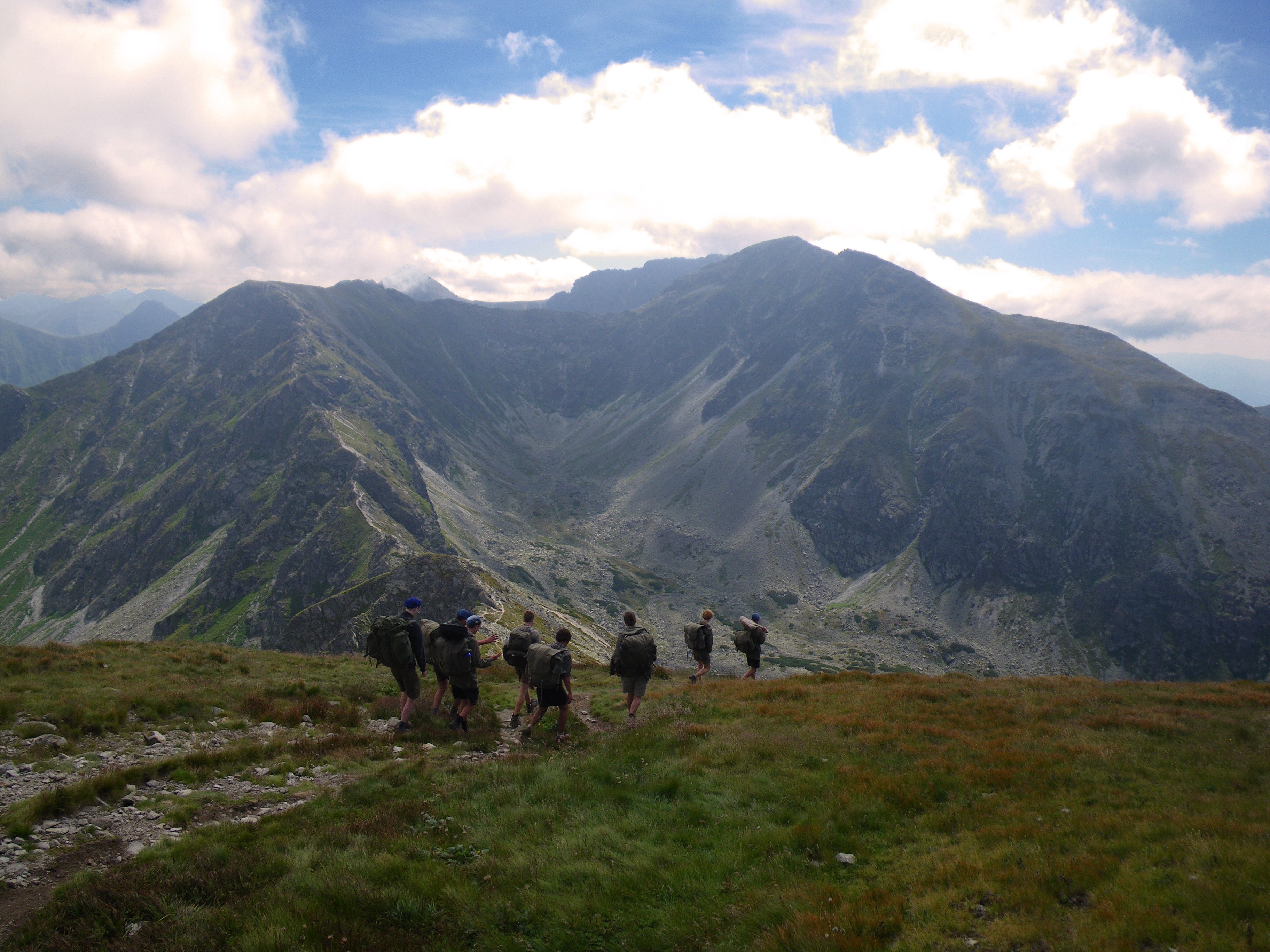
Mitglieder des Nerother Wandervogels auf Fahrt im Gebirge (2008)

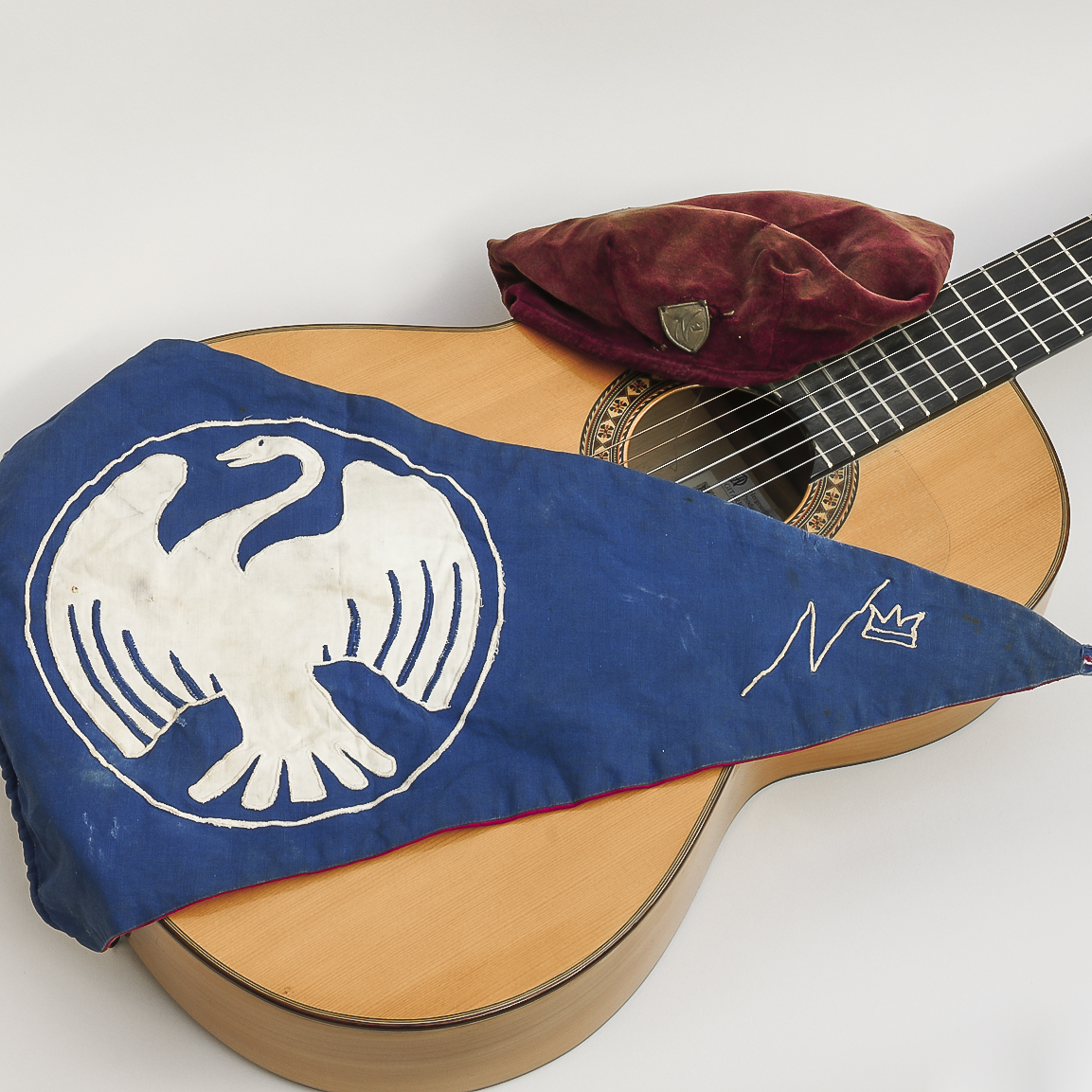
Wimpel und Rotes Barett mit Zeichen des Nerother Wandervogels

Der Nerother Wandervogel (NWV; Nerother Wandervogel – Bund zur Errichtung der Rheinischen Jugendburg e. V.) ist einer der letzten bestehenden Wandervogelbünde, welche ihre Wurzeln in der historischen Jugendbewegung haben.
Der Jungenbund entstand 1921 durch eine Abspaltung vom Alt-Wandervogel. 1922 erwarb er die Burgruine Waldeck im Hunsrück, um dort eine „Rheinische Jugendburg“ zu errichten. 1933 wurde er unter Druck des NS-Regimes aufgelöst, das Grundeigentum wurde an die kurz zuvor gegründete Arbeitsgemeinschaft Burg Waldeck (ABW) übertragen. Robert Oelbermann (1896–1941), Bundesführer des NWV, wurde 1936 nach einer Haftstrafe in Schutzhaft genommen und starb 1941 im Konzentrationslager Dachau. Nach 1945 wurde der Nerother Wandervogel wiedergegründet und 1950 übernahm Karl Oelbermann (Oelb; 1896–1974) die Bundesführung. Von den 1950er bis in die 1970er Jahre kam es zu umfangreichen Auseinandersetzungen zwischen dem NWV und der ABW, die sich auf den Grundbesitz und die Burg-Waldeck-Festivals fokussierten. 1974, nach dem Tod von Karl Oelbermann, wurde Fritz-Martin Schulz (FM; 1941–2023) zum Bundesführer auf Lebenszeit gewählt. Ihm wurde vorgeworfen, die politische Neutralität aufgegeben und rechts-konservative Positionen eingenommen zu haben. Nach seinem Tod im Jahr 2023 wurde Jörg Möller zu seinem Nachfolger gewählt.

## Charakteristiken
Der Nerother Wandervogel ist ein reiner Jungenbund im Geiste des Wandervogelgründers Karl Fischer. Als geistige Grundlage gelten hierbei die von Robert Oelbermann formulierten „Weistümer“. Inhalt des Nerother Wandervogels sind unter anderem Gruppenstunden, Pflege von Volks- und eigenem Liedgut, Laienspiel und das gemeinsame Bauen an der „Rheinischen Jugendburg“. Besonderes Augenmerk liegt auf Wanderfahrten im In- und Ausland.

### Die „Weistümer“
Im Jahre 1930 veröffentlichte Robert Oelbermann die schon 1922 formulierten Weistümer des Nerother Bundes in der Schrift Die Idee des „Nerother Bundes“ und der „Rheinischen Jugendburg“. Mit den Weistümern beantwortet Robert Oelbermann die Frage nach der Verfassung des Nerother Wandervogels. Als monarchische Verfassung untermauert sie auch seinen Führungsanspruch als Bundesführer. Robert Oelbermann lehnt hinsichtlich der Führungsfrage in seiner Schrift sowohl Demokratie als auch Oligarchie als wenig zielführend ab, da beide sofort zu einer Verflachung und Zersetzung des Wandervogelbundes führen würden.

### Struktur

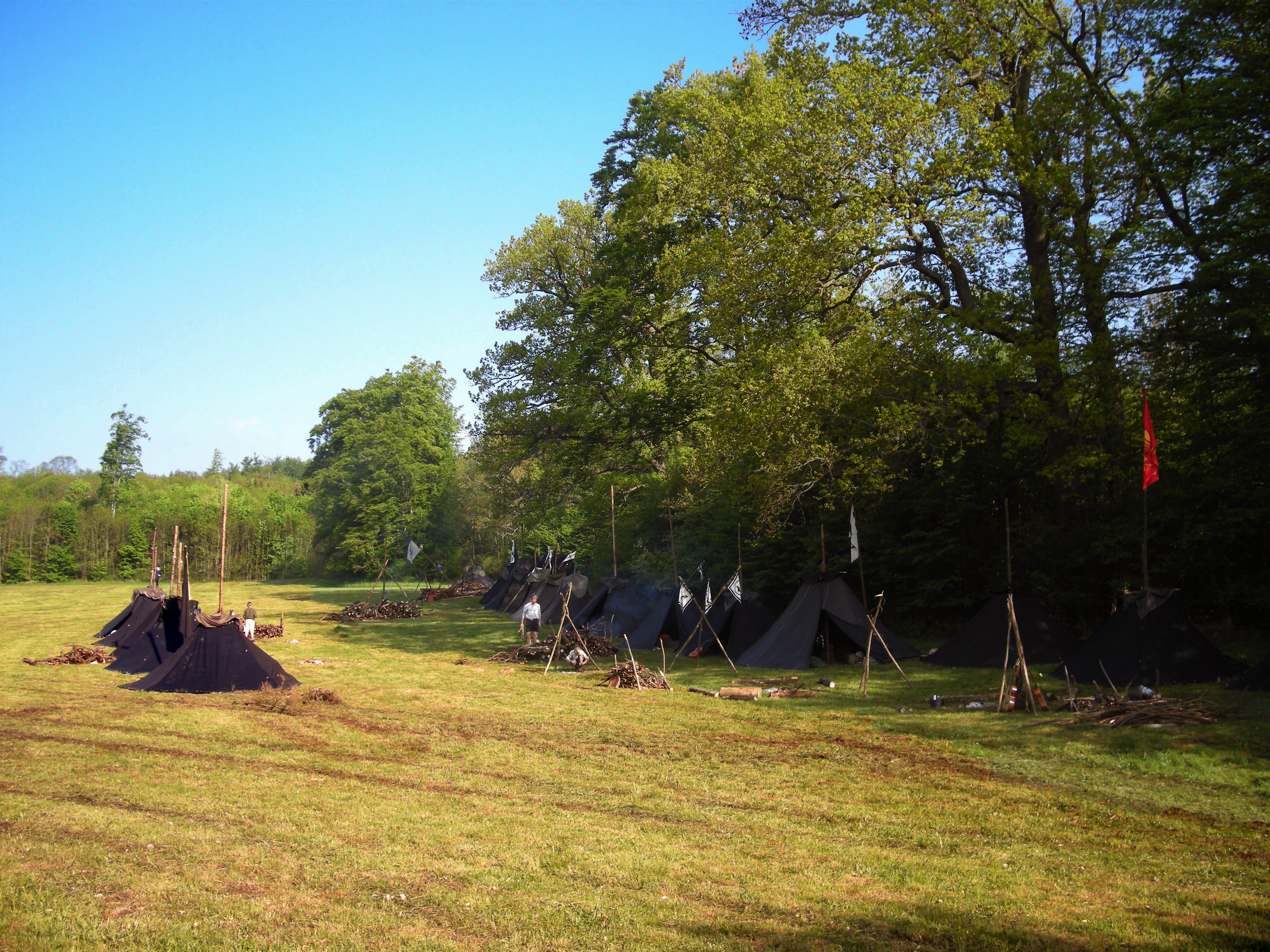
Bundestreffen des Nerother Wandervogels

Der Nerother Wandervogel gliedert sich in autonome Gruppen. Sie werden als „Orden“ bezeichnet und setzen sich aus einzelnen „Fähnlein“ mit meist 5 bis 10 Mitgliedern derselben Region zusammen. Der Gruppenalltag besteht üblicherweise in Gruppenstunden und gemeinsamen Fahrten.
Die Orden gliedern sich nicht nach geographischer Nähe: Einzelne Fähnlein schließen sich dem Orden an, zu dessen besonderer Eigenart sie sich hingezogen fühlen, oder gründen einen eigenen Orden, um ihre besondere Eigenart leben zu können. Entscheidungsträger auf Bundesebene ist das Bundeskapitel. Es hilft den Orden bei der regionalen Arbeit und bestätigt deren Leiter. Allerdings sind alle Gruppen im Rahmen der Gesamtziele selbstständig.

## Geschichte

### Vorgeschichte
Auslöser für die Gründung des Nerother Wandervogels war die Unzufriedenheit mit der Situation im Wandervogel e. V., der – mit Ende des Ersten Weltkriegs und der darauffolgenden Novemberrevolution – in eine schwere Führungskrise geraten war. So veröffentlichte Robert Oelbermann 1918 einen „Kampfruf an die entschiedene Jugend“, in dem unter anderem stand:

„Ihr wiegelt auf, doch begeistern könnt ihr nicht, ihr falschen Führer. Ihr könnt nur schwätzen in Form von Flugblättern und revolutionären Reden. Wahre Führer schweigen und handeln. Der einzige König ist Wyneken, doch die wahren haben es schon erkannt und so werdet ihr den Wandervogel nicht länger schänden und benutzen.“

 Ähnliches empfand auch Paul Leser, ein späteres Mitglied des Nerother Wandervogels, der 1919 in die Wandervogelzeitung eine „Kriegserklärung“ setzte: „Schöngeister und Tagediebe sind unsere Feinde, welche nur über die Vergangenheit schwätzen anstatt die Zukunft aktiv mit zu gestalten. Für solche haben wir keinen Platz.“
Das entsprach den damals in der Jugendbewegung populären Ideen der Bündischen Jugend, in der Selbstdisziplin und Selbstaufgabe für die als Lebensbund verstandenen Organisation und das persönliche Vertrauensverhältnis zwischen Führer und Gefolgschaft zentrale Elemente waren.
Am 31. Dezember 1919 trafen sich acht Angehörige des Wandervogel e. V. in der Mühlsteinhöhle am Nerother Kopf bei Neroth in der Vulkaneifel. Sie gründeten unter der Führung von Robert Oelbermann den Ritterbund der Nerommen, dessen Gründungsmitglieder sich als Erznerommen bezeichneten. Oelbermann sprach darüber, dass sie die Verantwortung für Jugend und Wandervogel hätten und es ihre Aufgabe sei, die alte Stoßkraft des Wandervogels wieder zu erlangen. Dazu notwendig seien Adelsherrschaft und Schweigepflicht der Bundesangehörigen. Als Grundgesetz wurden die Nerother Weistümer verfasst. Erstes Ziel des „Geheimbundes“ wurde die Errichtung einer Jugendburg.
In den nächsten Monaten folgten mehrere Neuaufnahmen von Nerommen. Parallel dazu wurde eine Art „Staatsstreich im Wandervogel e. V.“ vorbereitet, der folgendermaßen ablaufen sollte: Unterwanderung des Gaues Rheinland im Wandervogel e. V., Trennung von den Mädchengruppen, Übernahme der Führung durch die Nerommen, Übertritt des Gaues zum Alt-Wandervogel.
Noch im Frühjahr 1920 konnten die Nerommen um Robert und Karl Oelbermann ihre Pläne weitgehend umsetzen. Nach dem Austritt aller Mädchengruppen wurde Robert Oelbermann zum Gauführer gewählt. Direkt darauf vollzog er den Übertritt zum Altwandervogel, der mit Ernst Buske einen charismatischen und tatkräftigen Bundesführer besaß. In der Bundesführung des Altwandervogels stießen die Nerommen aber auch erstmals auf Widerstand gegen ihre Pläne.
Im März 1920 fand die so genannte Burgenfahrt statt. Nach dem Besuch mehrerer Burgen in der Umgebung von Koblenz entschieden sich die Nerommen für die Burgruine Waldeck als Standort der „Rheinischen Jugendburg“. Bereits an Pfingsten 1920 fand dort ein Gautag des Gaues Rheinland statt.
Im zweiten Halbjahr 1920 eskalierte die Auseinandersetzung zwischen den Nerommen und der Führung des Altwandervogels, die nicht bereit war, einen Bund im Bunde zu akzeptieren. Nach einem Schlichtungsgespräch mit Ernst Buske verließen die Nerommen im Januar 1921 den Altwandervogel in Freundschaft. Alle Gruppen des Gaues Rheinland schlossen sich ihnen an.
| Bundesführer der Nerother Wandervogel |
| ------------------------------------- |
|                                       |

### 1921 bis 1945: Gründung, Blüte und Verbot des Nerother Wandervogels
Gegründet wurde der Nerother Wandervogel als „Nerother Wandervogel – Deutscher Ritterbund“ von Robert Oelbermann am 27. März 1921 auf der Burg Drachenfels bei Busenberg/Pfalz. Erster Bundesführer war Robert Oelbermann. Drei Orden, in denen sich die einzelnen Gruppen sammelten, wurden gebildet und gelobten dem Bund die Treue. Dies waren der Orden der Rabenklaue, der Bockreiter und der Werwölfe. Das blaue Tuch mit dem silbernen Wildschwan darauf wurde zum Bundeszeichen erklärt. Die Farbe der Liebe und der Freundschaft und die Farbe der Treue, Rot und Blau, wurden die Bundesfarben des Nerother Wandervogels, was sich in den Nerother Samtbaretts äußerte.
Neben einem traditionellen Wandervogelleben als reiner Jungenbund war es von Anfang an das Ziel des Nerother Wandervogels, eine eigene Jugendburg als „Denkmal für die gefallenen Wandervögel des (Ersten) Weltkriegs“ zu erbauen. Dazu erwarb er 1922 die Burgruine Waldeck im Hunsrück nahe dem Dorf Dorweiler. Für die Planung der Burg wurde der Architekt und Lebensreformer Karl Buschhüter gewonnen, mit dem Bau wurde noch 1922 begonnen. Sehr bald zeigte sich, dass die ursprüngliche Planung sowohl vom Umfang her wie auch aus Denkmalschutzgründen nicht umsetzbar war, das Bauprogramm wurde reduziert und auf die Burgwiese oberhalb der Ruine verlagert. 1925 stellte Rudolph Arthur Zichner aus Wiesbaden dem Nerother Wandervogel die Burg Grenzau bei Höhr-Grenzhausen als zweite Jugendburg zur Verfügung, der sie aber nur in geringem Umfang nutzte.
Auf der Burg Waldeck und in ihrer Umgebung begann ein reges Jungenleben und der Bund fand großen Zuspruch. Insbesondere durch seine in großem Maßstab durchgeführten Fahrten und die dabei gedrehten Filme von Karl Mohri erlangte der Nerother Wandervogel eine gewisse Berühmtheit in der Bündischen Jugend. Mohris Filme waren trotz des Verbots der Bündischen Jugend bis weit in die 1930er Jahre hinein im Verleih der UFA. Ab 1927 lebte auch der Schriftsteller Werner Helwig für einige Zeit auf der Burg. Er war bis zu seinem Tod Mitglied im Nerother Wandervogel und schrieb mehrere Lieder, unter anderem zu Texten von Bertolt Brecht, und Bücher über den Bund und seine eigenen Erlebnisse als Wandervogel.
Nach der Machtergreifung der Nationalsozialisten 1933 wurde der Nerother Wandervogel zur Selbstauflösung gezwungen. Am 18. Juni 1933 wurde die Burg Waldeck von HJ, SA und SS besetzt. Daraufhin erklärte Karl Oelbermann, der seinen seit 1931 auf Weltfahrt befindlichen Bruder Robert als Bundesführer vertrat, am 22. Juni 1933 den Bund im Deutschen Reich für aufgelöst. Robert Oelbermann widerrief die Auflösung wenig später, musste aber nach seiner Rückkehr nach Deutschland erkennen, dass der Nerother Wandervogel aus Verantwortung gegenüber den jugendlichen Mitgliedern nicht auf Dauer in den Widerstand gegen das NS-Regime gehen konnte. Zum Jahreswechsel 1933/34 löste er den Nerother Wandervogel endgültig auf.
Dennoch blieben zahlreiche Gruppen illegal zusammen und trafen sich bis zum Ausbruch des Zweiten Weltkriegs zu Heimabenden und Fahrten. An einigen Orten entstanden sogar neue Gruppen. Währenddessen versuchte Robert Oelbermann, das Eigentum des Nerother Wandervogels vor dem Zugriff von HJ und Staat zu schützen. Dazu entstand 1934 die Arbeitsgemeinschaft Burg Waldeck, die sich aber schon 1935 unter staatlichem Druck auflösen musste.
1936 wurde Robert Oelbermann wegen angeblicher Verstöße gegen den § 175 verhaftet, aufgrund konstruierter Fehlinterpretationen der Aussagen Oelbermanns verurteilt und nach Verbüßung der Haft in so genannte Schutzhaft genommen. Sein Leidensweg führte ihn durch die Konzentrationslager Oranienburg, Sachsenhausen und Dachau, wo er 1941 verstarb. Insgesamt wurden etwa 150 Nerother im Alter zwischen 13 und 40 Jahren verhaftet und im Gefängnis „Ulmer Höhe“ in Düsseldorf 1936/37 zum Teil erheblich gefoltert, um Falschaussagen gegen Robert und Karl Oelbermann zu erpressen. Karl Oelbermann befand sich zu dieser Zeit in Südafrika auf Fahrt, unter anderem um gemeinsam mit einigen anderen Nerothern das Weiterbestehen des Nerother Wandervogels sicherzustellen.

### 1945 bis 1974: Wiederaufbau des Bundes und Grundstücksprozesse

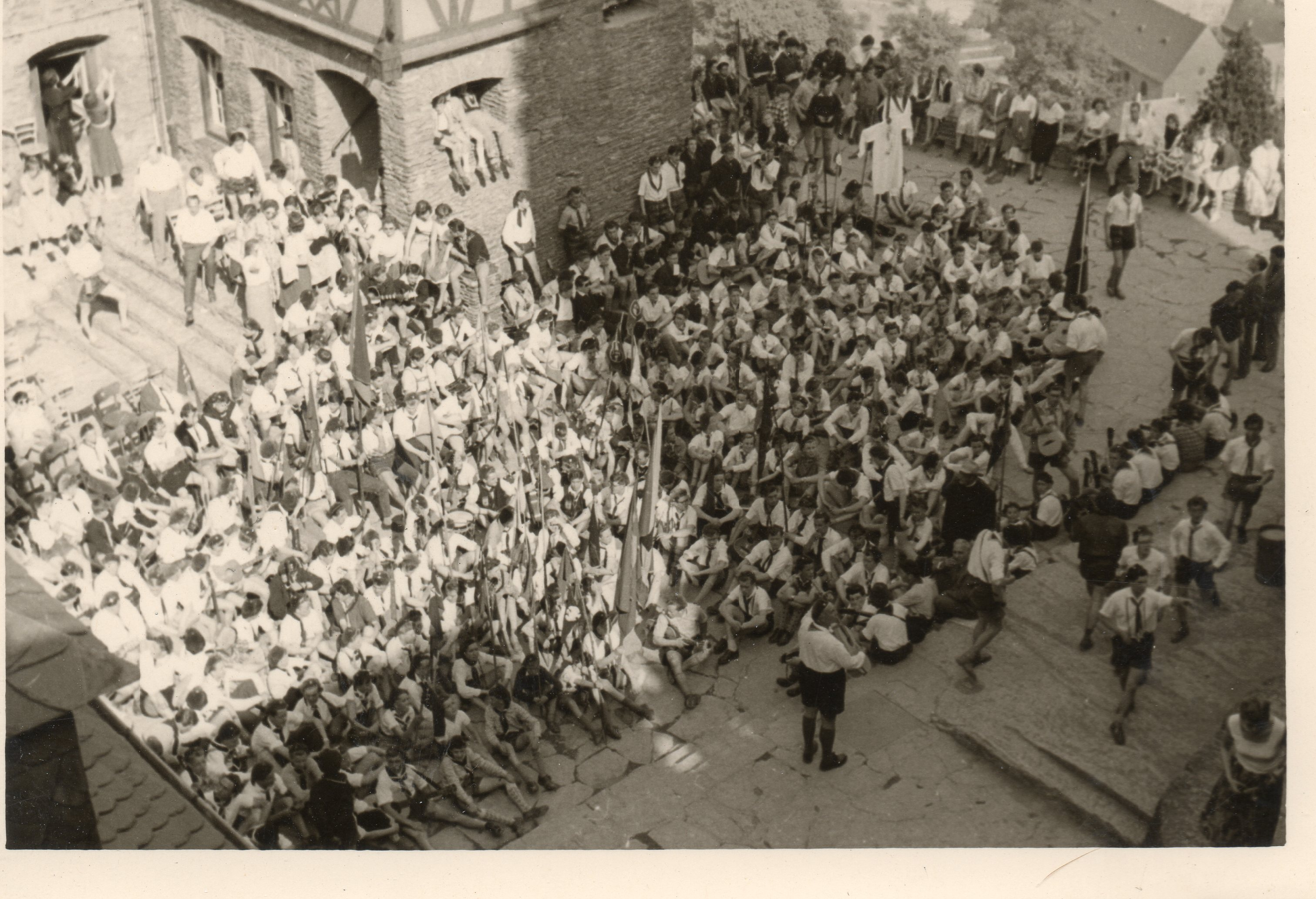
Pfingsttreffen der Nerother auf Burg Stahleck im Jahre 1958

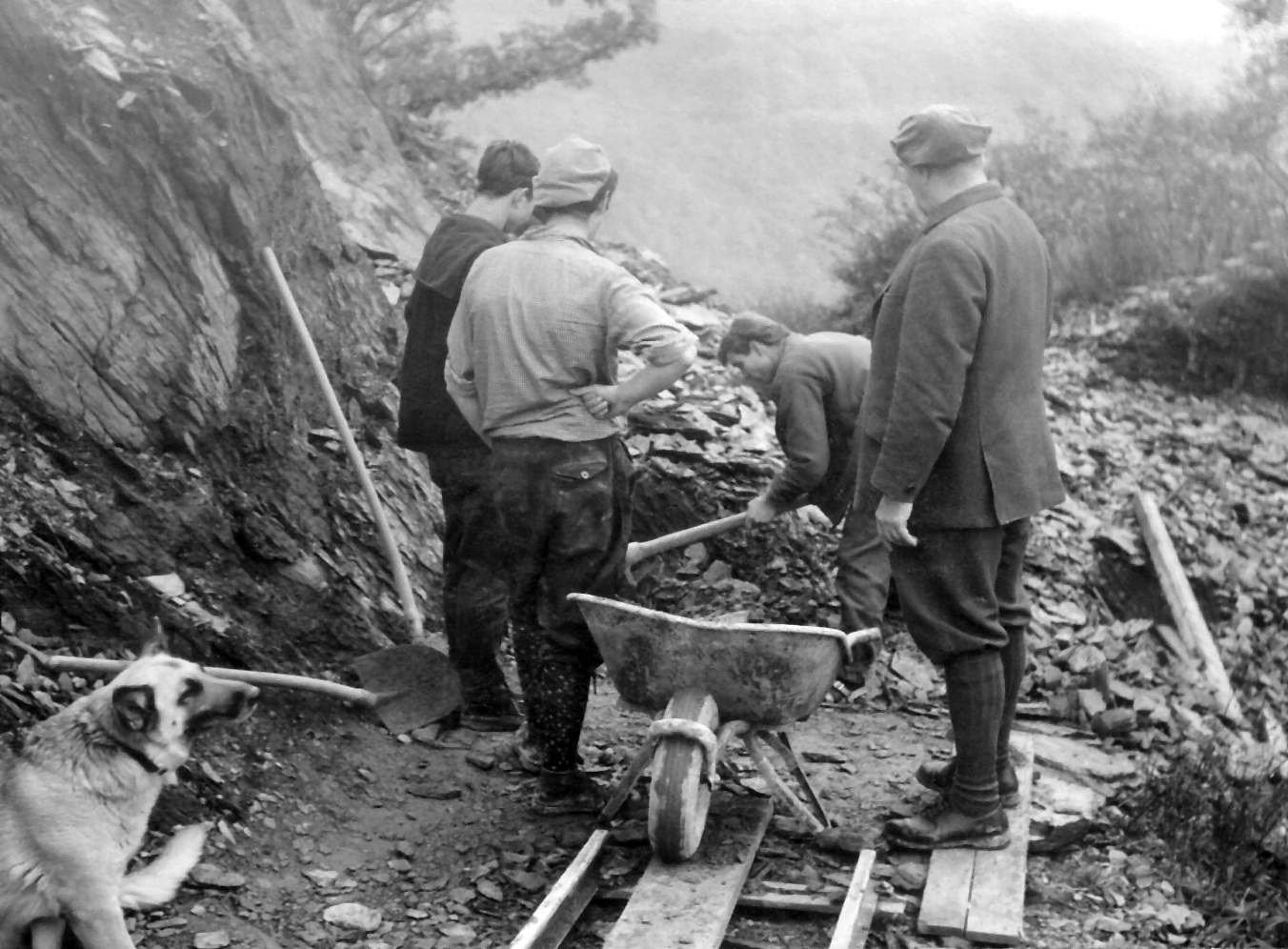
Nerother bei Bauarbeiten an ihrer Jungenbleibe, der „Trutz“ Burg Waldeck (17. November 1966)

Sofort nach dem Ende des Zweiten Weltkriegs sammelten sich alte Nerother Wandervögel und gründeten neue „Fähnlein“ und „Orden“. Zu nennen ist hier vor allem der Nerother Wandervogel im Saarland, der unter der Führung von Wilhelm Sell zu einer großen Gemeinschaft aus mehreren Orden wurde.
Der Rechtsanwalt Wally Plessner, der Robert Oelbermann 1936 verteidigt hatte, suchte nach 1945 mit einem Privatdetektiv die ehemaligen Gestapobeamten Hirtschulz und Schaefer. Der Gestapobeamte Heinemann war 1947 in den Niederlanden wegen Verbrechen gegen die Menschlichkeit hingerichtet worden. Hirtschulz und Schaefer wurden in Düsseldorf wegen Geständniserpressungen zu langjährigen Haftstrafen verurteilt.
Robert Oelbermanns Zwillingsbruder Karl war während des Zweiten Weltkriegs in Südafrika interniert. Er kehrte 1950 zurück und übernahm als neuer Bundesführer die Geschicke des Nerother Wandervogels. Neben der Burg Waldeck erwarb der Nerother Wandervogel mit der Burg Hohlenfels im Taunus für einige Jahre erneut eine zweite Jugendburg.
Gleichzeitig mit dem Wiederaufbau des Wandervogelbundes entstand auch die Arbeitsgemeinschaft Burg Waldeck neu. Zwischen ihr und dem Nerother Wandervogel begann Mitte der 1950er Jahre ein langjähriger Rechtsstreit um das Eigentum an zahlreichen Grundstücken im Umfeld der Burg, der sich auch an den verschiedenen Konzepten zu Jugendarbeit und -kultur entzündete. Die Prozesse wurden erst in den 1970er Jahren beendet, das umstrittene Gelände wurde der Arbeitsgemeinschaft zugesprochen. Die eigentliche Burgruine und die seit 1954 errichtete neue Burg gehören weiterhin dem Nerother Wandervogel.
Konflikte zwischen NWV und ABW gab es auch um die Burg-Waldeck-Festivals zwischen 1964 und 1969, die Karl Oelbermann 1969 als Entweihung der Wandervogelburg bezeichnete. Über eine Beteiligung von Mitgliedern des Nerother Wandervogels an Störaktionen gegen die Festivals und an der Sprengung der Festivalbühne 1968 wurde in der Presse spekuliert.
Ab 1972 wurde zunächst auf Gelände der ABW und später neu auf dem direkt vor der Oberburg gelegenen Hang der „Ehrenhain der Deutschen Jugendbewegung“ angelegt, mit dem die Idee des „Denkmals für die gefallenen Wandervögel des (Ersten) Weltkriegs“ neu aufgenommen und auf die gesamte Jugendbewegung ausgeweitet wurde. Heute finden sich dort etwa 30 Gedenksteine für Führer der Wandervogel-, Pfadfinder- und Jungenschaftsbünde, die vom Nerother Wandervogel gepflegt werden.
1974 starb Karl Oelbermann auf Burg Waldeck.

### Seit 1974: Ausbau der Burg

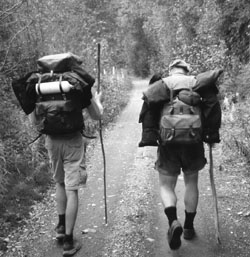
Wandervögel auf Alaskafahrt 2004

1974 wurde Fritz-Martin Schulz nach heftigen internen Konflikten, die auch zum Austritt einiger Orden führten, zum neuen Bundesführer gewählt. Sein Führungsstil war in den folgenden Jahren wiederholt Anlass zu weiteren Auseinandersetzungen, die erneute Abspaltungen nach sich zogen, aber dadurch auch das Weiterbestehen des Bundes in ursprünglicher Form sicherstellten. 
Während seiner Bundesführung wurden weitere Burggebäude und eine Kapelle fertiggestellt. Eine Glocke aus gesammeltem Buntmetall zu Ehren des Bundesgründers Robert Oelbermann wurde auf einem Glockenstuhl im Burghof verankert. Die Glocke war bereits Anfang der 1970er Jahre im Auftrag von Karl Oelbermann („Oelb“) für den Bund gegossen und Anfang Mai 1972 in einem Festakt unter großer Anteilnahme von Nerothern und der örtlichen Bevölkerung in der Kapelle von Dorweiler geweiht worden. Sie hing danach einige Jahre im alten Ehrenhain und wechselte mit der Verlegung des Ehrenhains auf den Burghof, wo sie mit einem noch zu errichtenden Glockenturm ihrer eigentlichen Bestimmung harrt.
Unter Schulz wurde die obere Burg eingezäunt, ein öffentlicher Weg wurde gesperrt. Der Ehrenhain und der ehemalige Fahrweg ins Baybachtal zu den Ruinen der Unterburg, die seit 1985 dem Nerother Wandervogel gehört, sind frei zugänglich. Dem Nerother Wandervogel wird von Kritikern nicht nur aus der Arbeitsgemeinschaft Burg Waldeck vorgeworfen, der vertraglich übernommenen Pflicht zur Erhaltung der so genannten „Bastion“ (d. h. der Ruinen von Schloss und mittelalterlicher Burg im unteren Burgteil) nur unzureichend nachzukommen.
Schulz initiierte und führte zahlreiche mehrwöchige Fahrten nach Amerika. Er begründete seinen Anspruch, bei der Auswahl der teilnehmenden Jungen Qualität vor Quantität den Vorzug zu geben, damit, dass nicht jeder die Strapazen dieser Fahrten aushalten werde. Schulz kritisierte wiederholt die Annahme staatlicher Zuschüsse durch Gruppen der Bündischen Jugend, da diese ihre Entscheidungs- und Handlungsfreiheit durch die mit der Zuschussvergabe verbundenen Regeln aufgegeben hätten.
In den letzten Jahren warfen Kritiker dem Bundesführer vor, die politische Neutralität aufgegeben und rechts-konservative Positionen eingenommen zu haben. Fritz-Martin Schulz gab unter anderem ein Interview in der Jungen Freiheit. Nach einem Bericht der taz soll Schulz in Rundbriefen des Nerother Wandervogels Ausländer als „nicht integrierbare Teile der Bevölkerung“ und Neonazis als „Medienpopanz“ bezeichnet haben. In seiner Selbstdarstellung schreibt der Nerother Wandervogel wie folgt:

„Richtig ist, daß die schmerzliche Erfahrung des Nerother Bundes mit einer Diktatur seinen tragenden Persönlichkeiten stets gegenwärtig ist. Daraus nährt sich ein Selbstbewußtsein, das Opportunisten als Vorläufer despotischer Zustände erkennt, und das gegen politische Phrasen immun ist. Zudem ist ein einheitlich politischer Standort im Nerother Bund unmöglich, da seine Gruppen autonom sind und verfestigte Weltanschauung des reifen Menschen bedarf.“

Fritz-Martin Schulz führte den Jugendbund 49 Jahre lang bis zu seinem Tod am 2. April 2023. Sein Nachfolger als Bundesführer wurde der Gymnasiallehrer Jörg Möller.

## Positionierungen

### Staatliche Finanzierung
Der Nerother Wandervogel lehnt für seine Jugendarbeit öffentliche Zuschüsse ab. Dadurch möchte sich der Bund vor der „Veränderung ideeller Inhalte“ schützen. Stattdessen stütze man sich auf persönliche Spender. Mitarbeiter und Funktionsträger arbeiteten beim Nerother Wandervogel ehrenamtlich. Auf Aufwandsentschädigungen werde verzichtet.

### Bildung und Erziehung
Der Nerother Wandervogel vertritt die Position, dass Eltern über das Wohl ihrer Kinder zu bestimmen haben. Er betont den Vorrang des Elternrechts vor staatlichen Rechten. Schulen sollten „Bildungsstätte[n]“ sein, würden aber zu entpersönlichten „Ausbildungshilfe[n]“ entwickelt. In den Schulen erfolge eine Zwangsanpassung, beispielsweise durch Rechtschreibreform und der Gesamtschule. Die „viel zu frühe Einbindung in das technisch Machbare der Bildschirmwelten“ führe zu einer Zerstörung der Entscheidungsfähigkeit.

### Medien
Fritz-Martin Schulz erklärte 2002, dass das Internet für die Arbeit des Nerother Wandervogels wenig Bedeutung habe und das persönliche Gespräch vorzuziehen sei. Gleichzeitig schütze der NWV seine Namensrechte im Internet vor Missbrauch. Die Wikipedia beschrieb Schulz als „unwissenschaftlich vorgehende Einrichtung“, in der „bewußte Fehlinformation als lexikalisches Wissen angeboten“ werde. Ihre Träger seien „ideologisch vorbelastet“ und „setz[t]en bloße Meinung als Manipulationsmittel ein“.

### Umgang mit Homosexualität
Der Nerother Wandervogel deutet Homosexualität heute als „Reifekrise“. Pädophilie wird unter anderem als auf Minderjährige fixierte Form der Homosexualität betrachtet. Organisationen, in denen es zu einer Häufung von Übergriffen gekommen sei, seien „Opfer, nicht Verursacher“. Durch besondere Aufnahmeverfahren habe sich der NWV seit 1974 „von solchen Erscheinungen freihalten“ können.
Im Gegensatz dazu waren die Gründer des Nerother Wandervogels fasziniert von den Ideen Hans Blühers und Gustav Wynekens. Sie distanzierten sich unter anderem wegen der Haltung zur Homosexualität vom Alt-Wandervogel. Bei der Gründung des NWV wurde das Konzept des „pädagogischen Eros“ offen propagiert. Als Robert Oelbermann im Zuge der NS-Homosexuellenverfolgung festgenommen wurde, verteidigte er in einem Brief seine Homosexualität. Im Konzentrationslager Sachsenhausen entwickelte sich Robert Oelbermann zu einer wichtigen Identifikationsfigur für Rosa-Winkel-Häftlinge.

## Bekannte Mitglieder
- Karl August Eckhardt, Gründer des „Bilsteiner Kreises“
- Karl Fischer, Ehrenmitglied (Mitbegründer und Führer des Wandervogel)
- Hai Frankl (Künstler / Hai & Topsy)
- Alo Hamm (Ordensführer der Hanseaten und später Bundesgründer des Zugvogel – deutscher Fahrtenbund)
- Manfred Hausmann, Ehrenmitglied (Schriftsteller)
- Werner Helwig (Schriftsteller, Lieddichter)
- Dietrich Hespers (Dirk) (Schriftsteller, Lieddichter)
- Ernst Rudolf Huber (Jurist, Hochschullehrer)
- Peter Martin Lampel (Schriftsteller und Maler)
- Albrecht Klauer-Simonis (Künstler, Fotograf, Keramiker und Kunstpädagoge)
- Kurt Kremers (Lieddichter)
- Otto Leis (Lieddichter)
- Paul Leser (Mitgründer des Bundes; Anthropologe, Ethnologe)
- Wladimir Lindenberg (Neurologe und Psychiater, Schriftsteller und Künstler)
- Felix Graf von Luckner, Ehrenmitglied (Seeoffizier, Schriftsteller)
- Karl Oelbermann (Bundesführer)
- Robert Oelbermann (Bundesführer)
- Hans Queling (Schriftsteller)
- Heinz Ritter-Schaumburg (Privatgelehrter)
- Heiner Rothfuchs (Grafiker, Buchillustrator)
- Wilhelm Sell (Lieddichter, Arzt, Gründer/BF NWV Saar)
- Alexej Stachowitsch (Autor, Pädagoge, Lieddichter, Techniker)
- Carl Vath (Gründer der Caritas Hong Kong, Präsident Caritas, Apostolischer Protonotar, Mitglied der Päpstlichen Familie)[18]
- Kurt Wegner (Künstler)
- Alfred Zschiesche (Alf) (Lieddichter, Lehrer)